# Тільки світло
Тільки Світло — український музичний гурт із Києва, грає в жанрі "співаного слова" (spoken word). Був сформований 11 червня 2017 року за ініціативи київської мовознавиці та поетеси Іванки Світляр.
|                                                   | Формат, у якому ми працюємо - це не те, що ви звикли чути щодня на радіохвилях чи зі свого плеєра, це - мелодійний споукенворд. Ми читаємо вірші, ми граємо музику на жанровому перетині від ембіенту до року, ми співаємо, так, ми постійно ростемо. |
| — коментар зі сторінки "Тільки Світло" у Facebook | |

## Склад гурту

### Чинний склад
- Іванка Світляр - вокал (2017-...)
- Марина Петрик - вокал (2018-...)
- Олександр Дорошенко - електрогітара (2017-...)
- Кирило Івашин - ударні (2017-...)
- Юрій Шакалов - контрабас, флейта (2018-...)

### Колишні учасники
- Мирослав Семенчук - клавішні (2017-2019)

## Дискографія

### Повноформатні альбоми
- "Віддалене літо" (2018)

### Міні-альбоми (EP)
- "Леся" (2020)

### Демо
- "Тільки Світло" (2017)